# Paul Felix Lazarsfeld
Paul Felix Lazarsfeld (Viena, 13 de abril de 1901 - Nueva York, 30 de junio de 1976) fue un sociólogo austríaco.

## Biografía
Paul Felix Lazarsfeld nació en el seno de una familia de la burguesía media austríaca. Estudió en la Universidad de Viena. Allí se doctoró en Matemáticas aplicadas (1925) y Física con una tesis sobre los aspectos matemáticos de la teoría de Einstein.
Sus padres le introdujeron en un ambiente cultural y político, ya que eran socialistas activos. En su casa solían reunirse personalidades como Max Adler, Otto Bauer o Karl Reiner. Además, en aquel momento, Viena era una de las capitales culturales de más relevancia europea.
Fundó el Instituto de Investigación Aplicada en Psicología Social de su país, en 1929. Fue becario de la fundación Rockefeller con la que viajó a Estados Unidos en 1933. 
En 1936 dirigió el Centro de Investigación de la Universidad de Newark, Nueva Jersey. Un año más tarde, trabajando en la Universidad de Princeton, Lazarsfeld fue nombrado director de la Office of Radio Research, proyecto de investigación que trataba los efectos de la radio. Cuatro años más tarde, se incorporó al Departamento de Sociología de la Universidad de Columbia, en N.Y. trabajó durante tres décadas y fundó el Bureau of Applied Social Research, en 1941. Durante la II Guerra Mundial, el gobierno promocionó una serie de investigaciones y estudios, de forma que el Bureau of Applied Social Research tenía el Ministerio de la Guerra como principal fuente de ingresos. 
En 1962 fue nombrado presidente de la American Sociological Association.

### Lazarsfeld y Merton
Fue muy próximo a Robert K. Merton y a los teóricos de la llamada "Mass Communication Research". En 1948, junto a Merton, escribió el artículo ‘Mass Communication, Popular Taste and Organized Social Action’ que se encuentra entre los trabajos más destacados dentro de la tradición sociológica empirista-funcionalista. El texto presenta una estructura argumentativa dividida en cuatro partes:
I. Presentación.
II. Caracterización general: "Algunas funciones sociales de los medios de comunicación de masas".
III. Caracterización específica: "Estructura de la propiedad y de la administración".
IV. Planteamiento final.

### Estudios de la radio
La radio nace en los Estados Unidos, dentro de la industria publicitaria. Los anunciantes querían saber cuánta gente escuchaba la radio y cómo era la audiencia, este era el trabajo de segmentación de la audiencia radiofónica en el que se centró Lazarsfeld. En los años 20, la radio comienza a tener protagonismo en las campañas electorales y se convierte en una nueva plataforma publicitaria. Lazarsfeld fue uno de los principales investigadores de un estudio preelectoral para determinar hasta qué punto se podía cambiar la opinión de los votantes. Su trabajo se basa en la investigación cuantitativa de la audiencia de la radio, mediante el uso de las encuestas de opinión. Las críticas de su trabajo, por su carácter empírico dominante, lo enfrentó a otros planteamientos teóricos.
De sus trabajos de la investigación empírica podemos distinguir dos características principales:
La primera es el aspecto metodológico, donde los problemas generales de la investigación son tratados con técnicas específicas de análisis, como el de las estructuras latentes.
La segunda característica, que se centra en los problemas sobre la toma de decisiones. Su principal foco de interés fue el «análisis empírico de la acción» —el estudio de la acción individual— y las encuestas por muestreo que se convirtieron en su instrumento de trabajo más importante.

## Obra
Lazarsfeld recibió constantes críticas por su dedicación a la investigación con fines comerciales, pero cabe destacar que sus aportaciones metodológicas han sido de gran valor para el desarrollo de la ciencia social aplicada a la comunicación. 
La obra de Lazarsfeld se puede subdividir en siete partes: 
1. Historia de la cuantificación en las ciencias sociales e historia de la teoría empírica de la acción.
2. Metodología de la investigación empírica: de los conceptos a los procedimientos de medida.
3. Técnicas particulares de investigación: el análisis de las estructuras latentes y de los paneles.
4. El consumo como decisión.
5. El voto como decisión.
6. Los medios de comunicación de masas y las influencias personales.
7. El papel de la investigación empírica."
(Capecchi en Picó, 1998, p.23)

### Personal Influence
Lazarsfeld formula el concepto de influencia con Elihu Katz en Personal Influence (1955). En esta obra subraya la importancia de los pequeños grupos de liderazgo en la opinión pública. Lazarsfeld se interesó por el comportamiento de la audiencia, por qué elegían a determinado candidato y no a otro o por qué veían un canal de televisión específico.
En esta obra se fórmula la teoría del "Two-Step flow of communications" o "del doble flujo", donde Lazarsfeld y Katz explican que los medios de comunicación tienen una influencia limitada en la opinión pública.
Es el 'grupo primario' o grupo de liderazgo social un espacio determinante en la formación de opinión, ya que es él quien recibe y procesa la información de los medios e interactúa con ellos. En este grupo se produce una segunda mediación o proceso de influencia hacia el resto del público. Son los individuos aislados, no sujetos a la comunicación directa o indirecta con los líderes, los más frágiles ante los medios, ya que en ellos no se produce la cadena de mediación.

## Libros
- The People’s Choice. How the Voter Makes Up his Mind in the Presidential Campaing (1944)
- Radio Listening In America (1948)
- Voting (1954)
- Personal Infuence, con E. Katz (1955).

En Español se ha publicado:
- El pueblo elige. Cómo decide el pueblo en una campaña electoral (con Berelson y Gaudet) (1962)
- La sociología y el cambio social
- La Influencia personal (con Elihu Katz)